# Commune rurale de Kajaani
La commune rurale de Kajaani (finnois : Kajaanin maalaiskunta, abrév. Kajaanin mlk) est une ancienne municipalité du Kainuu en Finlande.

## Histoire
Le 1er janvier 1977, la communauté rurale de Kajaani a été absorbée par la ville de Kajaani. 
Au 1er janvier 1976, la superficie de la commune rurale de Kajaani était de 1 020,0 km2 et au 31 décembre 1976 elle comptait 10 791 habitants.
La communauté rurale de Kajaani avait pour municipalités voisines Kajaani, Paltamo, Sotkamo, Sonkajärvi, Vaala ja Vuolijoki.